# José Maria de Almeida
Joseph Maria de Almeida (Santa Albertina, 2 ottobre 1957) è un politico brasiliano, ex operaio metallurgico e leader del Partito Socialista dei Lavoratori Unificato (PSTU). È stato candidato alla Presidenza della Repubblica nel 1998, 2002, 2010 e 2014.

## La lotta contro la dittatura
Nel 1977 era vicino al gruppo trotskista Liga Operária ed è stato invitato a distribuire il bollettino “Faísca”, per il 1 maggio. È stato arrestato, insieme ad altri attivisti, nel suo primo opuscolo e ha trascorso 30 giorni in prigione.
È stato uno dei leader dell'ondata di sciopero in ABC paulista, nel 1978, e uno dei principali leader a Santo André. Joseph diventa uno dei membri del comando di sciopero ABC; propone, al congresso dei metallurgisti di Lins (SP), la fondazione del Partito dei Lavoratori. Successivamente partecipa alla fondazione del PT e della Central Única dos Trabalhadores .
Nel 1980, è stato arrestato con Lula e altri 10 membri del sindacato, è stato incastrato dalla legge sulla sicurezza nazionale ed è stato incarcerato per più di un mese.
Nel 1984 si è trasferito a Minas Gerais, dove ha partecipato alla vittoria della lista dell'opposizione, guidata da Convergência Socialista, presso il Metalworkers Union di Belo Horizonte e Contagem.

## Lo sciopero con l'occupazione di Mannesmann
Zé Maria guidò lo sciopero con l'occupazione dell'acciaieria Mannesmann, nel 1989.  Per sette giorni, centinaia di lavoratori hanno controllato l'azienda.  In uno sciopero radicale, gli operai hanno usato sbarre di ferro e, incappucciati, hanno promesso di reagire a un'invasione, come era successo l'anno precedente, al CSN, a Volta Redonda (RJ). Lo sciopero Manesmann era una notizia nazionale e ha permesso la fondazione della Federazione Democratica dei Metalmeccanici del Minas Gerais, quell'anno.

## Espulsione dal PT e creazione della PSTU
Nel 1992 la Convergenza socialista viene espulsa dal PT per aver sostenuto la campagna " Outside Collor ", contro la quale, fino ad allora, la maggioranza dei dirigenti del PT era contraria. Due anni Zé Maria fu uno dei fondatori di PSTU.
Nell'esecutivo nazionale del CUT è stato in prima linea nei grandi scontri contro FHC, come lo sciopero delle petroliere. E negli anni successivi, nello sciopero dei dipendenti pubblici, a sostegno dei senza terra e contro le privatizzazioni.

## Prima del 2010
Nel 2004 ha ceduto la sua carica all'esecutivo nazionale del CUT e ha difeso la necessità di una nuova direzione per il movimento sindacale brasiliano. È uno degli organizzatori del Meeting di Luiziânia (GO). Il 16 giugno diventò uno dei principali leader della marcia Conlutas a Brasilia, contro le riforme di Lula e del FMI.
Nel 2006 Conat ha approvato la fondazione ufficiale di Conlutas. A giugno, act crea il Fronte sinistro ( PSOL -PSTU- PCB ), con Heloísa Helena. Il fronte cerca di essere un'alternativa ai due blocchi: Lula e Geraldo Alckmin. Zé Maria si propone per vizio, riflettendo il peso della PSTU. Tuttavia, il PSOL, in modo egemonico, approva il proprio vizio.

## Candidatura alla presidenza nel 2010 e 2014
Nel 2010 Zé Maria rappresenta nuovamente la PSTU come candidata alla Presidenza della Repubblica. Difendere un programma socialista e critica severamente Lula, José Serra e Marina Silva. L'asse del suo programma è la lotta agli interessi delle grandi aziende e delle banche, difendendo una politica di sostegno illimitato ai lavoratori.
È stato nuovamente candidato alle elezioni del 2014 . È arrivato all'8 ° posto, con lo 0,09% dei voti.
Ad eccezione delle elezioni del 2006 e del 2018, José Maria de Almeida è stato sempre candidato alla Presidenza della Repubblica dal PSTU sin dalla sua creazione.